# Quantum praedecessores
Quantum praedecessores es una bula papal promulgada por el Papa Eugenio III el 1 de diciembre de 1145 con el objeto de convocar la Segunda Cruzada, siendo la primera bula de la historia cuyo objeto eran las Cruzadas.
La bula se publicó como respuesta a la caída de Edesa en diciembre de 1144. Los peregrinos de oriente trajeron noticias de este evento a lo largo del año 1145, y llegaron embajadas desde Antioquía, Jerusalén y Armenia a la corte papal en Viterbo. Hugo, obispo de Jabala, una de las diócesis de Jerusalén, fue uno de los que llevaron la noticia.
El título de esta bula proviene de la primera oración de la misma que dice: Quantum praedecessores nostri Romani pontífices pro liberatione Orientalis Ecclesiae laboraverunt, antiquorum relatione didicimus, et in gestis eorum scriptum reperimus.
La bula fue promulgada en Vetralla y hace un breve relato de los acontecimientos de la Primera Cruzada, lamentando la pérdida de la ciudad de Edesa, una de las ciudades cristianas más antiguas. Está dirigida directamente al rey Luis VII de Francia y a sus súbditos, y promete la remisión de la pena temporal por los pecados ya perdonados a todo aquel que recoja la cruz, así como la protección eclesiástica a sus familias y posesiones, al igual que el Papa Urbano II había hecho al convocar la Primera Cruzada. Según la bula, aquellos que completasen la cruzada o que muriesen en el intento recibirían la indulgencia plenaria, en lo que supone la primera mención escrita de la Iglesia a dicha concesión, que implica la completa remisión de la pena temporal del cruzado.
Luis VII se encontraba preparando su propia cruzada, independiente de la convocada a través de la bula papal. Parece incluso que Luis ignoró la bula completamente y es probable que las embajadas venidas de oriente hubiesen visitado al rey francés al igual que al Papa. En cualquier caso, y tras consultar con el predicador Bernardo de Claraval, Luis VII finalmente acudió a buscar el beneplácito papal, y su cruzada contó con todo el apoyo eclesiástico. La bula fue emitida de nuevo el 1 de marzo de 1146, y Bernardo comenzó a predicar la Cruzada a lo largo y ancho de Francia, y más tarde también en Alemania, en donde convenció a Conrado III de Alemania para unirse a ella.
Es interesante tener en cuenta que, aunque se trató de la primera ocasión en la que una bula papal hace un llamamiento a la Cruzada, el papado como institución estuvo prácticamente ausente del resto de la expedición. La Primera Cruzada no contó con una bula de ese tipo, sino que el apoyo del papado surgió a raíz del Concilio de Clermont de 1095. Sin embargo, se extendió rápidamente gracias a los predicadores, y Urbano II fue contemplado como el líder de la cruzada a través de sus legados, como Ademar de Monteil. A mediados del siglo XII, el poder papal había disminuido, y la propia Roma se encontraba bajo el control de la Comuna de Roma. Aunque hubo legados papales acompañando a la Cruzada, la expedición estuvo bajo el control de Luis VII y de Conrado III, y no de un líder religioso.
La Cruzada fue prácticamente destruida en su marcha por Anatolia. Luis y Conrado se unieron más tarde al ejército de Jerusalén en el fracasado sitio de Damasco de 1148.